# 전병익
전병익(全炳翼, 1929년 6월 24일 ~ 1950년 6월 26일)은 대한민국의 해군 군인이다. 대한민국 최초의 전투함인 백두산함 승조원으로 1950년 6월 25일 한국 전쟁 발발 시 대한해협 해전에서 백두산함 3인치 포의 장포사로서 북한의 무장 수송선을 격침시켰다.
전쟁 발발 다음날인 1950년 6월 26일 새벽에는 대한해협(부산 앞바다) 해전에서 불법 남침한 북한무장수송선을 추적 및 격침하였고, 적탄에 맞아 전사하였다.
대한민국 정부는 전병익 중사에게 1952년 12월 6ㆍ25전쟁 참전유공으로 1계급 특진과 을지무공훈장을 추서하였으며, 그의 위패는 현재 대전 현충원 현충탑 내 봉안되어있다. 대한민국 해군은 故 전병익 중사의 고귀한 희생을 기리고, 대한해협 해전의 승리를 기념하기 위해 대한민국 유도탄고속함 중 1척을 ‘전병익함’으로 명명하고, 2016년 6월 진수하였다. 전병익함은 2017년 12월 29일 해군에 인도되어, 2018년 해군에 실전 배치되었다.

## 생애
1929년 6월 24일 충청북도 음성군에서 아버지 전영근(全永根)과 어머니 조천연(趙天然) 사이에 3남 2녀 중 둘째로 태어났다. 1947년 7월 1일 해군 신병 8기로 입대한 후 해군항해학교에 입학하여 수석으로 졸업하였고, 하사로 임관하였다.
그는 대한민국 최초의 전투함인 701함(백두산함) 장포사로서 임무를 수행하였으며, 6ㆍ25전쟁 발발 다음날인 1950년 6월 26일 새벽 대한해협(부산 앞바다) 해전에서 600여명의 특수부대가 탑승한 북한무장수송선을 추적 및 격침하였고, 적탄에 맞아 전사하였다. 전사하는 그 순간까지 적함의 상태를 물으며 전황을 걱정하였고, 끝내 "대한민국 만세!"를 외치며 숨을 거두었다.
대한민국 정부는 1952년 12월 10일 그의 희생에 을지무공훈장을 추서하였고, 이는 유가족인 전광월(1939년생), 전월선(1948년생) 두 여동생에게 2009년 11월 11일 제 64주년 해군창설 기념식에서 57년 만에 고인을 대신하여 전달되었다.
그의 위패는 현재 대전 현충원 현충탑 내 봉안되어있으며, 대한민국 해군은 전병익 중사의 고귀한 희생을 기리고, 대한해협 해전의 승리를 기념하기 위해 대한민국 유도탄고속함 중 1척을 ‘전병익함’으로 명명하고, 2016년 6월 진수하였다. 전병익함은 2017년 12월 29일 해군에 인도되어, 2018년 해군에 실전 배치되었다.

## 학력
- 1943년 3월 20일 충북 소이초등학교 졸업
- 1947년 7월 1일 해군 입대(신병 8기), 해군항해학교 입교 및 수석 졸업

## 일화
1950년 6월 25일 20시 12분경 진해기지를 떠나 동해를 향하여 항진하던 백두산함은 동쪽 수평선에서 남하하는 괴선박을 발견했다. 확인 결과 북한군 상륙특공대 600여명의 무장세력들이 탑승한 것으로 시각 식별되었다. 그에 따라 적함에 대한 격침명령을 받은 함장(중령 최용남)은 3인치 주포로 적함을 공격하였다. 야간임에도 불구하고 거리를 좁혀 들어가 적 선박에 15발의 포탄을 명중시켜 적함의 마스트가 꺾이고 함교에서는 불꽃이 피어올랐다. 백두산함에서는 “만세!” 함성이 터졌다. 기관실이 파괴된 적함은 연기에 휩싸여 중심을 잃고 좌현으로 기울어지기 시작했다.
이 때 적함이 기습발사한 포탄이 백두산함의 조타실 하부를 관통했다. 적의 포탄 기습으로 인해 당시 3인치 포의 포탄 장전수인 전병익 중사(당시 계급 이등병조)의 흉부와 조타사 김창학 하사의 복부에 큰 부상을 입게 되었다.
당시 전병익 중사는 큰 부상에도 불구하고 자신의 책임을 완수하려는 모습을 보였으나, 끝내 의식을 잃었다. 응급처치를 받는 중 잠시 의식을 되찾았을 때는 적함의 상태를 물으며 전황을 걱정하였고, 끝내 “대한민국 만세!”를 외치며 숨을 거두었다.
26일 새벽 1시 40분 치열한 전투 끝에 백두산함 3인치 포의 집중사격을 받은 1천톤급 적함은 대한해협에 침몰하였다. 북한은 6ㆍ25전쟁 당시 38선과 부산을 동시에 공격하려 했으나 대한해협 해전을 통해 백두산함이 이를 막은 것이다.
《6ㆍ25 秘史》를 쓴 미국의 노만 존슨은 대한해협 해전을 '6ㆍ25 한국전쟁의 분수령'으로 평했다.
|  |  |  |  |

## 흉상
부산광역시 중앙공원
부산광역시 중구 대청동 중앙공원 내에 2010년 6월 24일 세워졌다. 이는 대한민국 해군이 대한해협 해전 전사자를 기리고자 흉상 제막을 거행했다. 이날 행사에는 백두산함 승조원과 역대 해군참모총장, 보훈단체 및 해군장병, 학생 대표 등도 참가하였다.
|  |  |

소이초등학교
전병익의 모교 소이초등학교에 세워진 흉상으로, 2013년 10월 3일 건립되었다. 이는 소이초등학교 총동문회가 모교를 빛낸 이들의 흉상 건립을 위해 한 달 보름에 걸쳐 성금모금을 통해 모은 3000만원으로 이루어졌으며, 유족들은 1000만원을 후진 양성을 위한 장학기금으로 기부했다.
|  |  |  |  |  |

## 전병익함 진수
2016년 6월 24일 STX조선해양(주)에서 유도탄고속함 전병익함 진수행사가 열렸다. 이날 열린 진수행사에는 해군 및 유족대표로 전병익의 두 여동생이 참석하였다. 전병익함은 2017년 12월 29일 해군에 인도되었다.
|  |  |  |  |

## 상훈
- 1952년 을지무공훈장

## 가족 관계
| 관계   | 이름           | 출생             | 비고               |
| 아버지 | 전영근(全永根) | 1902년 11월      | 별세               |
| 어머니 | 조천연(趙天然) | 1903년 7월 28일  | 별세               |
| 형     | 전병찬(全炳燦) | -                |                    |
| 본인   | 전병익(全炳翼) | 1929년 6월 24일  | 별세               |
| 남동생 | 전병채(全炳彩) | 1934년 3월       | 별세               |
| 여동생 | 전광월(全光月) | 1939년 3월 15일  | 경기도 용인시 거주 |
| 여동생 | 전월선(全月先) | 1948년 10월 17일 | 서울시 거주        |

## 같이 보기
- 대한해협 해전
- PC-701 백두산